# Zavraždění srbské královské rodiny
Zavraždění srbské královské rodiny (v srbském prostředí známý pod názvem Květnový převrat, srbsky Majski prevrat/Мајски преврат) se odehrálo v noci z 28. na 29. května 1903 (podle gregoriánského kalendáře z 10. června na 11. června). Zavražděn byl srbský král Alexandr I. Obrenović, jeho manželka Draga Mašínová, ostatní příslušníci rodiny a někteří členové srbské vlády. Událost znamenala klíčovou změnu v moderních srbských dějinách, neboť vyvraždění nasměrovalo Srbsko k novému kurzu. Rovněž znamenalo konec rodu Obrenovićů a návrat Karađorđevićů.

## Předehra
Vláda Alexandrova předchůdce, Milana Obrenoviće, byla značně nepopulární. Milan se spíše než státnickým povinnostem věnoval svému osobnímu životu, za což sklízel v konzervativní srbské společnosti značnou kritiku.
Jeho syn však poté, co nastoupil na trůn, nebyl o moc jiný. Oženil se s Dragou Mašínovou, která byla o 15 let starší než sám král, nebyla urozené krve (původem byla Srbka, ale byla vdovou po ing. Mašínovi, na královském dvoře hrála roli dvorní dámy). Alexandrův otec Milan, ani jeho matka Natálie, toto manželství nejen neschvalovali, ale o Draze šířily jen to nejhorší, co mohli.[zdroj?] Aby tento všemi zatracovaný krok Alexandr alespoň trochu odčinil, pokusil se o řadu kroků na domácí politické scéně, které by mohly být pozitivně přijaty. Udělil proto milost členům Národní radikální strany, kteří byli ve vězení za mnohé předchozí přečiny (především tzv. Ivandanský atentát na krále), uvedl v platnost novou ústavu (jejímž hlavním rysem bylo především zřízení druhé komory srbského parlamentu - senátu) a sestavil vládu s představiteli radikálů a Liberálů.
V roce 1901 se v Srbsku rozšířily spekulace, jestli není královna Draga neplodná. Ty se pokusili lékaři vyvrátit tvrzením, že je sice v počátečním stádiu těhotenství, nicméně se ukázaly později jako nepravdivé.[zdroj?]
Proti králi proto panovala v Srbsku v letech 1902–1903 poměrně silná nenávist. 23. března 1903 vypukly v Bělehradě demonstrace, na které král další den reagoval bezprecedentními kroky; nejprve zrušil ústavu, dále rozpustil jak Skupštinu, tak i senát. Během hodiny se rozhodl do obou komor parlamentu jmenovat nové zástupce sám. Rovněž také obnovil platnost ústavy, nicméně nikoliv té, která světlo světa spatřila v roce 1903, ale o dva roky staršího dokumentu, který vynikal především tím, že dával králi mnohem více pravomocí.[zdroj?]

## Atentát

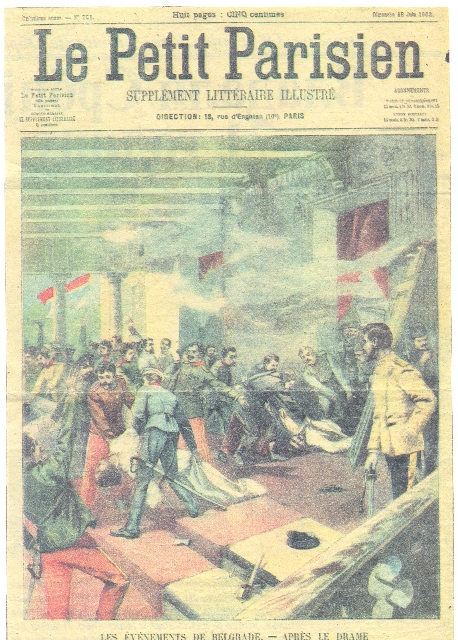
Umělecká představa Květnového převratu na stránkách francouzského časopisu Le Petit Parisien.

Plány atentátu na královskou rodinu se začaly mezi mladšími důstojníky srbské armády připravovat již v roce 1901. Většina z nich totiž královu svatbu ostře odsoudila, jen těžko mohli pak mít pochopení pro mnohé další výstřelky srbského panovníka. Poprvé se s cílem připravit atentát setkali 6. září 1901 Antonije Antić, Radomir Arađelović, Milan Petrović, Dragutin Dimitrijević Apis a Dragutin Dulić. K nim se později ještě připojili Milan Marinković a Nikodije Popović. Nejprve chtěli královskou rodinu zavraždit na zábavě v paláci Kolarac 11. září 1901, nicméně tento plán nakonec ztroskotal. Důvodem byl fakt, že královský pár na zábavu nepřijel, neboť se o riziku atentátu předem dozvěděl.
Rovněž byla o záměru zavraždění královské rodiny informována srbská opozice (ministr Đorđe Genčić, který na protest proti svatbě krále s Dragou Mašínovou rezignoval na svůj post, a zároveň strýc Antonije Antiće). Následovala vyjednávání se zástupci jak Ruska, či Rakousko-Uherska. Obě mocnosti odmítly, že by někdo z jejich panovnické linie mohl nastoupit na srbský trůn, neboť se vzájemně obávaly reakce druhé strany. Neměly však nic proti změně vládnoucího rodu.[zdroj?]
Po dlouhém přemítání, kdo by se mohl stát novým srbským králem, byl nakonec vybrán představitel rodu Karađorđevićů, který pobýval v Ženevě. Zástupce, kterého vzbouření důstojníci totiž vyslali zjistil, že jeho uvedení na trůn v případě atentátu nestojí nic v cestě. Přestala tak vyjednávání o tom, kdo by mohl na trůn nastoupit (uvažovalo se např. o černohorském princi Mirkovi). Rovněž bylo dohodnuto, že se předsedou vlády stane Jovan Avrakumović.
Akce byla naplánována na noc z 28. na 29. května 1903. Důvodem byl fakt, že tehdy sloužil v královské gardě spolupracovník atentátníků, plukovník Mihajlo Naumović. Po večeři u královniných příbuzných se král i královna vrátili do královského paláce a usnuli. Deset minut po půlnoci vojáci vnikli do ložnice krále Alexandra i královny Dragy, ale v ložnici nebyl nikdo. Na toaletním stolku našli Dragin oblíbený román „La trahison“, otevřený na 80. straně.
Vojáci prohledali celý zámek, ale krále ani královnu nenalezli. Našli ale Dražiny bratry Nikolu a Nikodije a odvedli je před zámek, kde byli z rozkazu plukovníka Mašína zastřeleni. Dražiny sestry Ana, Vojka a Hristina byly odvlečeny na železniční stanici a poslány do Mnichova.
Laza Petrović se snažil zjistit, kde se král a královna skryli. U královské ložnice se kromě Petroviće sešli ještě poručík Đorđe Ristić, podporučík Velimir Vemić a kapitán Ilija Radivojević. Podporučík Vemić pak našel dveře do tajného pokoje. Zprvu je odmítl atentátníkům otevřít, nicméně jakmile mu bylo nařízeno, že použijí sekyru k násilnému vniknutí, tak se podvolil. Nakonec byli král a královna objeveni za těmito tajnými dveřmi, objímajíce ze strachu jeden druhého.
Kapitán Mihailo Ristić usmrtil krále a poté i královnu, která se svým tělem snažila krále bránit. Jejich těla byla zmasakrována dalšími střelami z revolveru a šavlemi a nakonec byla vyhozena z okna na nádvoří, odkud byla odvlečena do místnosti v přízemí. Tam je připravili k pohřbu, který se konal následující noc v kostele svatého Marka. Vražda se stala v 3 hodiny a 50 minut ráno. Kdosi po skončení atentátu z opačné strany budovy královského paláce zvolal "Bratři důstojníci a vojáci, tyran už není!"
Těla krále i královny byla umístěna do mosazných rakví a v největší tajnosti odvezena na starý bělehradský hřbitov. Kočáry přijely po půlnoci ke kostelu svatého Marka, obklopeny vojáky. Těla krále a královny byla uložena společně do hrobu královy babičky Anky Obrenović, která společně s knížetem Mihailem zahynula u Košutnjaku 29. května 1868. Po německém obsazení Bělehradu během první světové války v říjnu 1915 Mackensenovi vojáci u jejich hrobů vybudovali pomníky, ale ty byly po válce odstraněny.
Po zavraždění královského páru se atentátníci rozhodli skoncovat ještě s čelnými představiteli vlády. Zavražděni tak byli premiér Cincar Marković, ministr vojska Milovan Pavlović a ministr vnitra Velimir Todorović.

## Následky a reakce
Po vyvraždění Obrenovićů došlo na základě předchozích dohod také k obměně vlády. Na krátkou dobu se nejvlivnějším mužem v zemi stal nový premiér Jovan Avakumović. Ten velmi rychle doplnil vládu členy Národní radikální strany. Další z osob, které byly zapleteny do převratu, získaly vlivné pozice. Podle očekávání pak srbský parlament zvolil 4. června 1903 Petra Karađorđeviće za srbského krále.
Představitelé evropských zemí byli z vyvraždění Obrenovićů značně znepokojeni. Západní tisk událost ve svých vydáních odsoudil (britský list The Guardian dokonce napsal, že převratem Srbové dokázali, že jsou horší, než Albánci[zdroj?]). Své znechucení dal najevo ruský velvyslanec v Srbsku. Rakousko-uherská a francouzská vláda dlouhou dobu uvažovaly, jak se mají k novému vládnoucímu rodu zachovat. Nakonec navrhli myšlenku bojkotu Srbska, a to do doby, než budou atentátníci odstraněni ze všech státních pozic. K této akci se později přidaly i další evropské země; ignorovaly jej pouze velvyslanci Řecka a Osmanské říše.
V roce 1904 se v okolí Niše vzbouřila část vojáků proti novému králi a vládě a žádala soud se skupinou atentátníků, která provedla květnový převrat.
Atentátníci tak byli obviněni a souzeni, nicméně jediným trestem pro ně byla ztráta hodnosti a nucený odchod do penze. Poté většina evropských zemí (1905) obnovila diplomatické styky se Srbskem.